# Ebbe Nyman
Ebbe Harald Leonard Nyman, född den 14 februari 1910 i Uddevalla, Göteborgs och Bohus län, död den 4 maj 1966 i Djursholm, Danderyds församling, Stockholms län, var en svensk läkare. 
Han var son till Harald Nyman. 
Nyman avlade studentexamen i Uddevalla 1928, medicine kandidatexamen i Stockholm 1931 och medicine licentiatexamen där 1936. Han upprätthöll förordnanden som amanuens och underläkare vid Karolinska institutets farmakologiska avdelning och Serafimerlasarettets medicinska och neurologiska klinik 1933–1939. Nyman blev marinläkare av andra graden i reserven 1941. Han disputerade 1942 och blev medicine doktor och docent vid Karolinska institutet 1943. Nyman var underläkare vid Karolinska sjukhusets medicinska klinik 1940–1948, biträdande överläkare där 1948–1953 och överläkare vid Sankt Eriks sjukhus medicinska klinik från 1953. Han tilldelades professors namn 1961. Bland Nymans många publikationer märks gradualavhandlingen Studien über die Atropingruppe (1942). Han blev ordförande i Bohusläns gille 1960. Nyman vilar i en familjegrav på Galärvarvskyrkogården.